# Rurka Geisslera

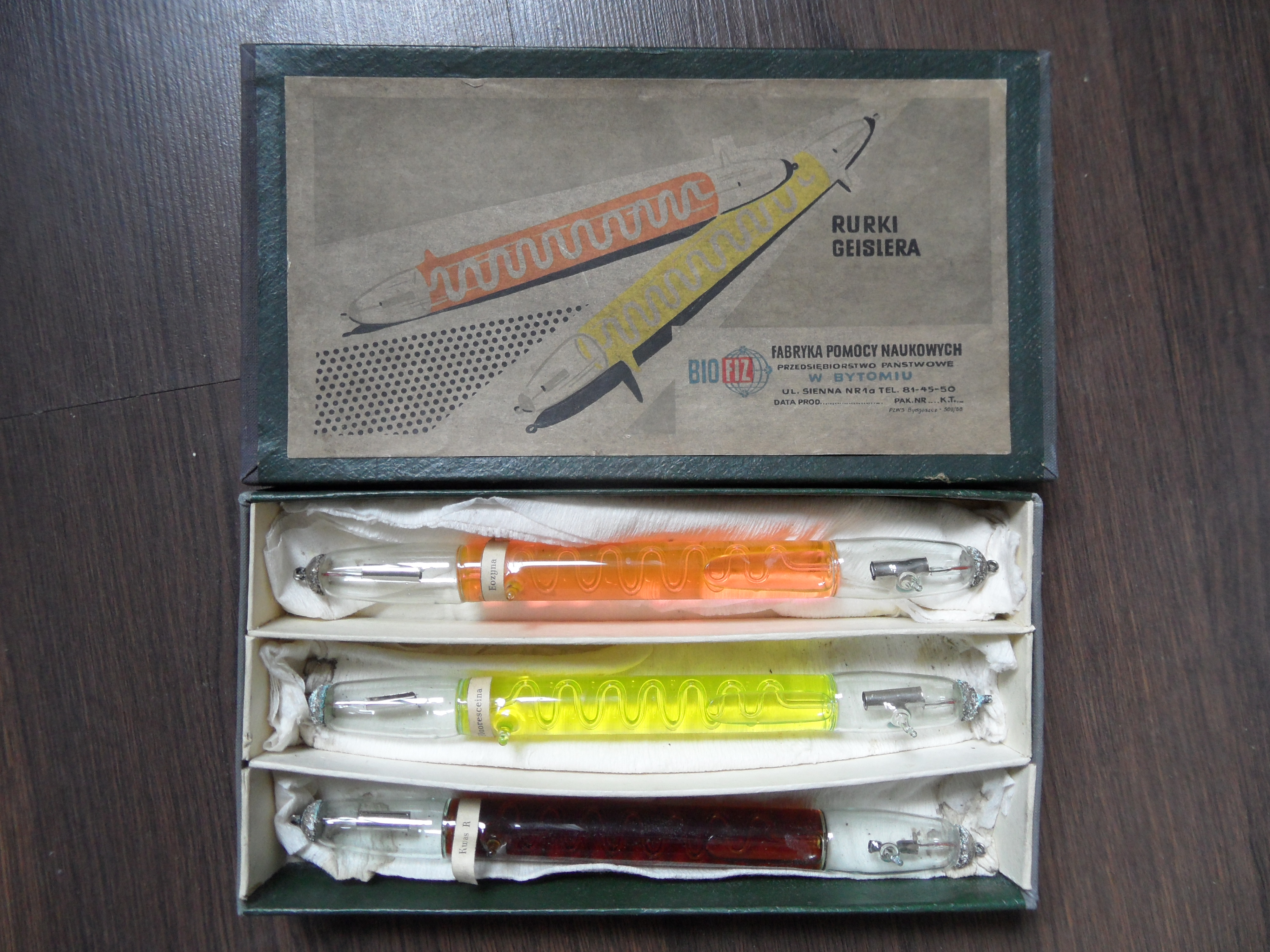
Rurki Geisslera, pomoc dydaktyczna, lata 70.

Rurka Geisslera – szklana rurka wypełniona gazem pod niewielkim ciśnieniem z zatopionymi wewnątrz elektrodami z platyny. Pod wpływem wysokiego napięcia przyłożonego do elektrod gaz emituje promieniowanie. Jest stosowana do analizy widm gazów. Została wynaleziona przez Heinricha Geisslera w 1857 r.
| Źródło: Encyklopedia Orgelbranda Elektrody umieszczone są w dwu między sobą odległych miejscach; rurka napełniona jest rozrzedzonym powietrzem lub też innymi gazami i parami. Rurki Geisslera służą do badań nad światłem elektrycznym i mogą być uważane za dalszy rozwój jaja elektrycznego. W rurce Geisslera najprostszego typu (patrz rysunek obok), wtopione są w jej końcach dwa druty platynowe, stanowiące elektrody, a mianowicie elektroda dodatnia czyli anoda, którą prąd wpływa, i elektroda ujemna czyli katoda, którą prąd wypływa. Gdy druty te połączone są z biegunami induktora lub machiny elektrycznej influencyjnej, rozwijają się w rurze wspaniałe objawy świetlne. Jeśli powietrze jest dostatecznie w rurce rozrzedzone (np. do 1/300), wówczas przy przechodzeniu prądu powstaje obok katody słaby blask niebieski, zwany światłem katodalnym, od anody zaś rozprzestrzenia się światło czerwonawe, wypełniające całą przestrzeń między anodą a światłem katodalnym, od którego jest oddzielone ciemną przerwą. Ta fala świetlna nie jest jednolita, lecz przedstawia się w formie jaśniejszych i ciemniejszych warstw pierścieniowych, co tworzy zjawisko stratyfikacji. Barwa światła w rurce Geisslera zależna jest od gazu, który ją wypełnia. W wodorze jest barwa ta purpurowoczerwona, w kwasie węglanym zielonawa. Działanie rurek Geisslera zależne jest od stopnia rozrzedzenia zawartego w nich gazu; przy pewnym stopniu rozrzedzenia występują objawy zwane promieniami katodalnemi, które dalej w pewnych warunkach dają początek promieniom Roentgena. Rurki Lenarda i rurki Crookesa różnią się od rur Geisslera tylko znaczniejszym rozrzedzeniem gazów. |